# Przegub

Przegub

Przegub – połączenie ruchowe dwóch członów mechanizmu. Człony te mogą wykonywać tylko względne obroty wokół jednej, dwóch lub trzech osi.
Występują trzy rodzaje przegubów:
- przegub z jednym stopniem swobody – np. przegub walcowy, zawias
- przegub z dwoma stopniami swobody – np. przeguby napędowe pełniące rolę sprzęgła wychylnego
- przegub z trzema stopniami swobody – nie przenosi żadnych momentów np. przegub kulowy